# Daniel Descalso
Daniel William Descalso (né le 19 octobre 1986 à Redwood City, Californie, États-Unis) est un joueur de champ intérieur des Cubs de Chicago de la Ligue majeure de baseball.
De 2011 à 2014, il évolue pour les Cardinals de Saint-Louis, avec qui il participe à la conquête de la Série mondiale 2011.

## Carrière

### Cardinals de Saint-Louis
Après des études secondaires à la St. Francis High School de Mountain View (Californie) où il s'illustre en baseball et en football américain, Daniel Descalso suit des études supérieures à l'Université de Californie à Davis. Il porte les couleurs des Aggies d'UC Davis de 2005 à 2007.  
Il est repêché le 7 juin 2007 par les Cardinals de Saint-Louis au troisième tour de sélection et perçoit un bonus de 255 000 dollars à la signature de son premier contrat professionnel le 15 juin 2007. 
Descalso passe trois saisons en Ligues mineures avec.  Durant cette période, il est membre de l'équipe des États-Unis de baseball avec laquelle il remporte la Coupe du monde en 2009.
Il fait ses débuts en Ligue majeure le 18 septembre 2010. Il fait son entrée en jeu comme frappeur suppléant lors d'un match contre les Padres de San Diego avant d'être titularisé pour la première fois au plus niveau le 22 septembre, au troisième but. Il réussit son premier coup sûr dans les majeures ce jour-là contre le lanceur Brad Lincoln des Pirates de Pittsburgh. En 11 matchs joués pour les Cards en 2010, Descalso obtient quatre points produits et frappe pour ,265 de moyenne au bâton.
En 2011, il est le joueur de troisième but régulier des Cardinals. En 148 parties au cours de la saison, il frappe pour ,264 avec un circuit et 28 points produits. Il réussit son premier circuit dans les majeures le 3 mai aux dépens du lanceur Clay Hensley des Marlins de la Floride. Descalso remporte la Série mondiale 2011 avec Saint-Louis. Il remporte la Série mondiale 2011 avec Saint-Louis et, dans une cause perdante, joue deux ans plus tard en Série mondiale 2013.

### Rockies du Colorado
Le 16 décembre 2014, après 4 saisons à Saint-Louis, Descalso signe un contrat de 3,6 millions de dollars pour deux saisons avec les Rockies du Colorado.

### Cubs de Chicago
Le 18 décembre 2018, Descalso signe un contrat de 5 millions de dollars pour deux saisons avec les Cubs de Chicago. Ces derniers possèdent une option de 3,5 millions de dollars en 2021.

## Statistiques
| Saison | Équipe      | G  | AB | R | H | 2B | 3B | HR | RBI | SB | BA   |
| ------ | ----------- | -- | -- | - | - | -- | -- | -- | --- | -- | ---- |
| 2010   | Saint-Louis | 11 | 34 | 6 | 9 | 2  | 0  | 0  | 4   | 1  | .265 |
| Totaux | Totaux      | 11 | 34 | 6 | 9 | 2  | 0  | 0  | 4   | 1  | .265 |

Note : G = Matches joués ; AB = Passages au bâton; R = Points ; H = Coups sûrs ; 2B = Doubles ; 3B = Triples ; 
HR = Coup de circuit ; RBI = Points produits ; SB = Buts volés ; BA = Moyenne au bâton.